# イズマイロフスキー連隊
イズマイロフスキー近衛連隊 (ロシア語: Изма́йловский лейб-гва́рдии полк) とは、ロシア帝国陸軍の第1守備隊歩兵師団及びロシア帝国親衛隊の下位部隊であり、ロシア帝国陸軍では最古となる連隊である。

## 概要
この連隊は1730年9月22日にモスクワで結成され、初代の連隊長にはカール・グスタフ・フォン・ローウェンウォルドが任命された。ローウェンウォルドの後は歴代の皇帝や皇族が連隊長を引き継いだ。

## 連隊の歴史

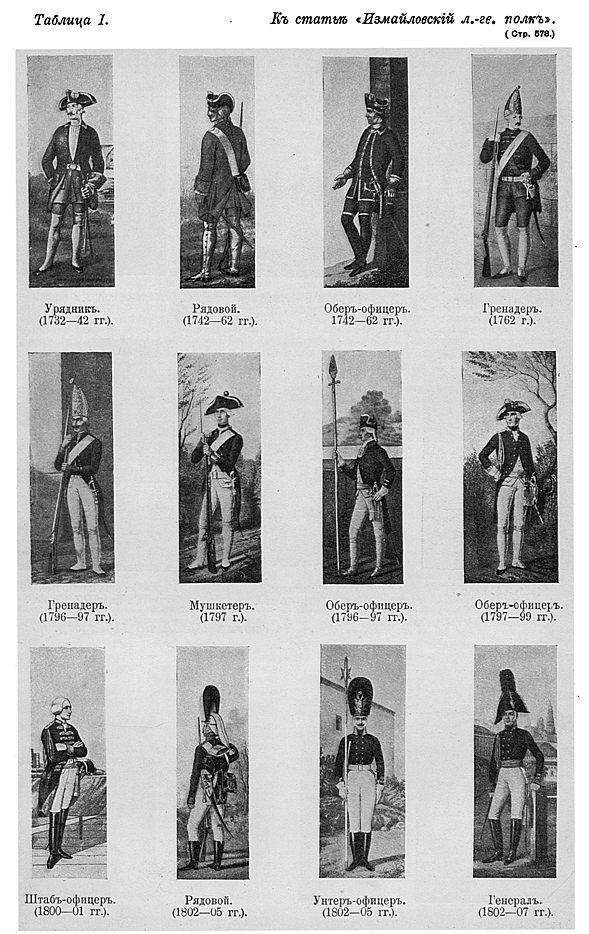
イズマイロフスキー連隊

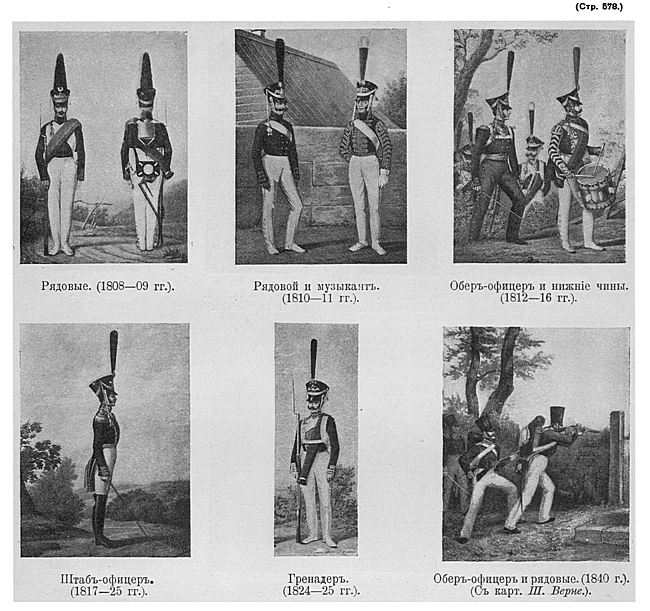
イズマイロフスキー連隊

- 1737年 - イズマイロフスキー連隊が初めて実戦に投入されたのは、1737年である。露土戦争でグスタフ・フォン・ビロン中佐の指揮下に置かれた大隊が戦闘に参加した。ブルクハルト・クリストフ・フォン・ミュンニヒ元帥指揮下の大隊は、最初にオチャコフのトルコ軍の要塞に入った。
- 1742年 - ロシア・スウェーデン戦争 (1741年-1743年)
- 1788年 - オチャコフ、ベンデル、ブライラ
- 1790年 - 第一次ロシア・スウェーデン戦争
- 1795年 - 当時5歳のレオポルド1世が連隊の大佐に
- 1805年 - アウステルリッツの戦い
- 1807年 - フリートラントの戦い
- 1808年 - 第二次ロシア・スウェーデン戦争
- 1812年 - ボロジノの戦い
- 1813年 - リュツェンの戦い、バウツェンの戦い、クルムの戦い、ライプツィヒの戦い
- 1828年-1829年 - 露土戦争 (1828年-1829年)
- 1831年 - 11月蜂起
- 1863年-1864年 - 1月蜂起
- 1878年-1879年 - 露土戦争 (1877年-1878年)
- 1914年 - 第一次世界大戦

## 歴代の連隊長
※日付はロシア暦。
- 1730年9月22日 - 1735年4月30日 - カール・グスタフ・フォン・ローウェンウォルド（英語版）
- 1735年4月30日 - 1740年10月17日 - 女帝アンナ・イヴァノヴナ
- 1740年10月17日 - 1741年11月25日 - 皇帝イヴァン6世
- 1741年11月25日 - 1761年12月25日 - 女帝エリザヴェータ・ペトロヴナ
- 1761年12月25日 - 1762年6月28日 - 皇帝ピョートル3世
- 1762年6月28日 - 1796年11月6日 - 女帝エカチェリーナ・アレクセーエヴナ（エカチェリーナ2世）
- 1796年11月7日 - 1796年11月10日 - 皇帝パーヴェル1世
- 1796年11月10日 - 1800年5月28日 - コンスタンチン・パヴロヴィチ大公
- 1800年5月28日 - 1855年2月18日 - 皇帝ニコライ1世
- 1855年2月19日 - 1881年3月1日 - 皇帝アレクサンドル2世
- 1881年3月2日 - 1894年10月21日 - 皇帝アレクサンドル3世
- 1894年11月2日 - 1917年3月3日 - 皇帝ニコライ2世

## 登場する作品と設定
- エカテリーナ - 2014年、国営ロシアテレビ

ロシア帝国の黄金時代を築いたエカテリーナ・アレクセーエヴナ（後のエカテリーナ2世）の半生を描いた大河ドラマ。
1757年、女帝エリザヴェータ・ペトロヴナの勅命により、エカテリーナは夫の皇太子ピョートル・フョードロヴィチと共にイズマイロフスキー連隊の連隊長の地位を与えられる。ドイツ生まれでプロイセン贔屓のピョートルはあまり乗り気ではないが、プロイセン贔屓のピョートルを差し置いて軍部との関係を持ちたいと考えていたエカテリーナには大きな転機となった。
かくして、連隊長となったエカテリーナは連隊の将校であるグリゴリー・グリゴリエヴィチ・オルロフ少尉に興味を抱くが、オルロフは秘密警察長官アレクサンドル・イヴァノヴィチ・シュヴァーロフ伯爵の愛人を寝取ったとして、シュヴァーロフの手下によって逮捕される事件が起こる。対プロイセン戦争への参戦を目前に控えたイズマイロフスキー連隊は司令官の右腕とも頼む将校を失い、動揺をきたしたため、エカテリーナはシュヴァーロフと対立する宰相のアレクセイ・ペトロヴィチ・ベストゥージェフ伯爵の協力を得てオルロフ少尉を釈放させ、オルロフ家の信頼を得る。
時は流れ、皇帝となったピョートルの失政を契機にクーデターを決意したエカテリーナはイズマイロフスキー連隊の将校たちにクーデターへの賛同を呼びかけるのだった・・・。